# Global Nature Fund
Der Global Nature Fund (GNF) ist eine internationale Stiftung für Umwelt und Natur mit Hauptsitz in Radolfzell am Bodensee. Der GNF setzt sich weltweit insbesondere für den Erhalt von Seen und anderen Wasser-Ökosystemen ein, um die vorhandenen Trinkwasserreserven zu schützen, engagiert sich in der Entwicklungszusammenarbeit und fördert das nachhaltige Wirtschaften in Unternehmen.
Der GNF koordiniert das Netzwerk „Living Lakes / Lebendige Seen“, das 130 Mitglieder hat und sich des Schutzes der ökologisch wertvollsten Gewässer der Erde annimmt.

## Historie
Der Global Nature Fund wurde im Frühjahr 1998 als internationale Stiftung für Umwelt und Natur gegründet. Die Hauptgeschäftsstelle befindet sich in Radolfzell, weitere Büros gibt es in Bonn (2003) und in Berlin (2011). Der GNF führt Natur- und Umweltschutzprojekte durch zur Erhaltung der Tierwelt und für den Schutz wandernder Tierarten, entwickelt Modellprojekte zur Förderung nachhaltigen Wirtschaftens und fördert internationale Konventionen zum Tier- und Artenschutz. Die Stiftung ist Mitglied des Deutschen Naturschutzrings.
Das zentrale Projekt der Stiftung ist das im Jahr 1998 gegründete internationale Seennetzwerk „Living Lakes – Lebendige Seen“, das sich für den weltweiten Schutz von Seen und Feuchtgebieten einsetzt: Der GNF koordiniert dieses Netzwerk. Aus den ursprünglich vier Gründungsmitgliedern (Bodensee, Mono Lake in den USA, St. Lucia See in Südafrika sowie dem japanischen Biwa-See) war das internationale Netzwerk auf 130 Mitglieder und über 60 Gewässer weltweit angewachsen.

## Arbeitsschwerpunkte
Der Global Nature Fund verwirklicht in enger Zusammenarbeit mit Partnerorganisationen vor Ort zahlreiche Projekte unter aktivem Einbezug der Anwohner. Dabei verfolgt der GNF folgende Arbeitsschwerpunkte:

### Seen und Wasserökosysteme
- Living Lakes-Netzwerke
Das Netzwerk „Living Lakes“ wurde 1998 ins Leben gerufen und wuchs bis 2024 auf 130 Mitglieder an.[3] Das Ziel des Netzwerks ist der Schutz der Trinkwasserreserven der Erde. Innerhalb des globalen Netzwerkes wurden nationale Netzwerke gegründet, so in Italien, Deutschland, Kanada und China. Multinationale Netzwerke bestehen in Lateinamerika und Ostafrika. Das Netzwerk-Projekt wurde von 2006 bis 2014 fünfmal in Folge als „Offizielles UN-Dekadeprojekt“ ausgezeichnet.[4][5]
- Bedrohter See des Jahres
Im Jahr 2004 ernannte der GNF zum ersten Mal anlässlich des internationalen Tages der Feuchtgebiete am 2. Februar einen Bedrohten See des Jahres, um auf die akute Situation am jeweiligen Gewässer aufmerksam zu machen.
- Lebendiger See des Jahres
Anlässlich des Weltwassertages am 22. März zeichnen der GNF und das Netzwerk Lebendige Seen Deutschland (NLSD) jedes Jahr einen „Lebendigen See des Jahres“ in Deutschland aus, das erste Mal 2011. An diesem Gewässer setzen sich Umwelt- und Naturschützer für den Erhalt des Ökosystems und der Artenvielfalt ein und wirken somit den zum Teil gravierenden Eingriffen in die Natur und Umwelt nachhaltig entgegen. Bisher wurden ausgezeichnet:
  - 2011: Plauer See, Mecklenburg-Vorpommern
  - 2012: Stechlinsee, Brandenburg
  - 2013: Mindelsee, Baden-Württemberg
  - 2014: Chiemsee, Bayern
  - 2015: Schweriner See, Mecklenburg-Vorpommern
  - 2016: Bodensee, Bayern, Baden-Württemberg
  - 2017: Steinhuder Meer, Niedersachsen
  - 2018: Oberschwäbische Seen und Weiher, Baden-Württemberg
  - 2019: Schaalsee, Schleswig-Holstein und Mecklenburg-Vorpommern[6]
  - 2020/2021: Seen der Holsteinischen Schweiz, Schleswig-Holstein
  - 2022: Dümmer, Niedersachsen
  - 2023: Geiseltalsee, Sachsen-Anhalt
  - 2024: Crivitzer See, Mecklenburg-Vorpommern
  - 2025 wurde kein „Lebendiger See des Jahres“ nominiert. Stattdessen fordern GNF und NLSD einen wirksamen Schutz der natürlichen Wasserressourcen in Deutschland.[7]

### Nachhaltige Entwicklung
Die Projekte des GNF zielen auf die Sicherung natürlicher Lebensgrundlagen in Entwicklungsländern und beziehen die Menschen vor Ort stets aktiv mit ein. Beispiele sind die nachhaltigen Fischerei in Indonesien, der Bau von Pflanzenkläranlagen in Guatemala, die Mangrovenrenaturierung in Indien oder die Bereitstellung von sauberem Trinkwasser in Kenia.

### Naturschutz und Biodiversität
Mit Projekten wie dem Nashornschutz in Südafrika oder dem Schutz der Baikalrobbe in Russland engagiert sich der GNF weltweit für die Erhaltung der Artenvielfalt. Um nachhaltiges Wirtschaften in Deutschland und Europa zu fördern und die Risiken des wirtschaftlichen Handelns auf Natur und Umwelt zu reduzieren, arbeitet der GNF mit kleinen und großen Unternehmen zusammen.

### Umweltbildung
Erwachsene, Kinder und Jugendliche auf spannende Weise für Natur und Umwelt zu begeistern, ist ein weiteres Ziel des GNF. Das Spektrum reicht von der Errichtung von Naturschutzzentren über Umweltbildungsveranstaltungen bis hin zu einer intensiven Öffentlichkeitsarbeit. Für diese Umweltbildungsangebote wurde Living Lakes bereits mehrfach als offizielles Projekt der UN-Dekade Bildung für nachhaltige Entwicklung ausgezeichnet.

### Energie und Klima
Das globale Engagement für den Klimaschutz beinhaltet neben Waldschutz- und Aufforstungsprojekten beispielsweise in Sri Lanka, Thailand und Kambodscha auch die Förderung erneuerbarer Energien. In dem Pilotprojekt „Solarlampen für Kenia“ wurden umwelt- und gesundheitsschädliche Kerosinlampen durch klimafreundliche Solarlampen ersetzt. In entlegenen Regionen Afrikas wurden Menschen über Solar-Tankstellen mit Strom und sauberem Trinkwasser versorgt.

### Europäische Kampagne „Business and Biodiversity“
Mit der europäischen „Business and Biodiversity“-Kampagne von 2010 zeigten der GNF und seine Partner, wie Unternehmen nachhaltiges Biodiversitätsmanagement in ihre Strategien integrieren und zum Erhalt von natürlichen Ressourcen und Ökosystemen beitragen können. Die Kampagne wurde stetig weiterentwickelt, beispielsweise mit der Initiative „Biodiversität in den Standards und Labels der Lebensmittelbranche“ von 2016, mit dem Standards und Labels der Lebensmittelbranche als Instrumente für den Schutz der Biologischen Vielfalt weiterentwickelt werden sollten.